# Gilles Archambault (Schriftsteller)
Gilles Archambault (* 19. September 1933 in Montreal) ist ein frankokanadischer Schriftsteller.

## Leben

### Studium, Radioproduzent und Debüt als Romanautor
Archambault absolvierte nach dem Schulbesuch ein grundständiges Studium am Collège Sainte-Marie de Montréal und schloss dieses mit einem Baccalauréat ab. Ein anschließendes Studium der Literaturwissenschaften an der Universität Montreal beendete er 1957 mit einem Lizenziat (Licence en Lettre). Im Anschluss arbeitete er für Radio-Canada und war dort zwischen 1963 und 1992 als Radioproduzent und Kommentator tätig.
1963 veröffentlichte er mit Une Suprême Discrétion seinen ersten Roman, in dem der desillusionierte Held seine Probleme durch Suizid löst. Kurz darauf erschien als nächster Roman La Vie à trois (1963), in dem Archambault die gleichen Themen entwickelte: die Schwierigkeiten des Lebens mit einem Partner, das Fehlen von Gesprächen, die Einsamkeit. Nach Le Tendre Matin (1969) folgten sechs weitere Romane, die diese Themen erforschten, darunter La Fleur aux dents (1971), der 1975 nach einem Drehbuch von Pierre Turgeon von der staatlichen Filmbehörde ONF (Office national du film du Canada) verfilmt wurde.

### Literarische Werke und Auszeichnungen
Nach der Kurzgeschichtensammlung Enfances lointaines (1972) folgten die beiden Radiostücke Le Tricycle und Bud Cole Blues (1974). Gemeinsam mit Jacques Brault und François Ricard war er zwischen 1978 und 1986 Geschäftsführer des Verlagshauses Les Éditions du Sentier. In dieser Zeit entstanden auch die prosaischen Werke Stupeurs (1979) und Les Plaisirs de la mélancolie (1980). 1984 veröffentlichte er mit Le Regard oblique eine Sammlung von Texten, in dem er einen humoristisch-schrägen Blick auf die Fallstricke der Schriftstellerei warf. 1981 wurde er mit dem Prix Athanase-David sowie 1987 mit dem Preis des Generalgouverneurs (Prix du Gouverneur général) ausgezeichnet.
Seither setzte Archambault die Erforschung seines persönlichen Raums und seiner Individualität fort, in der er auch Themen wie Kindheit, Erinnerung, Liebe, Altern und Alleinsein einschloss. Zu den Werken jener Zeit gehörten Premier amour (1988), Les Choses d’un jour (1991), Enfances lointaines, nouvelles (1992) und Un Après-midi de septembre (1993). Weitere nennenswerte Arbeiten aus dieser Zeit waren die für das Kulturprogramm von Radio-Canada verfassten Arbeiten Nouvelles chroniques matinales (1994) und Dernières chroniques matinales (1996), in denen er sich auch als führender Jazz-Experte darstellen konnte.
In der Folgezeit wurde die Romane Un Homme plein d’enfance (1996), Les Maladresses du coeur (1998), Courir à sa perte (2000), Comme une panthère noire (2001), De si douces dérives (2003), La vie à trois (2004) sowie De l’autre côté du pont (2004).
Zuletzt erschienen von Archambault, der 2005 mit dem Prix Fleury-Mesplet geehrt wurde, die Romane L’Ombre légère (2006), Stupeurs (2007), Les Rives prochaines (2007), Nous étions jeunes encore (2009) und Un promeneur en novembre (2011).

## Veröffentlichungen
- Une suprême discrétion, 1963
- La vie à trois, 1965
- Le tendre matin, 1969
- Parlons de moi, 1970
- La fleur aux dents, 1971
- Enfances lointaines, 1972
- La fuite immobile, 1974
- Le tricycle, 1974
- Les pins parasols, 1976
- Stupeurs, 1979
- Les plaisirs de la mélancolie, 1980
- Discographie de jazz, 1981
- Le voyageur distrait, 1981
- A voix basse, 1983
- Le regard oblique, 1984
- Préface pour la radio, 1985
- L’obsédante obèse et autres agressions, 1987
- Chroniques matinales, 1989
- Les choses d’un jour, 1991
- Un après-midi de septembre, 1993
- Nouvelles Chroniques matinales, 1994
- Tu ne me dis jamais que je suis belle et autres nouvelles, 1994
- Un homme plein d’enfance, 1996
- Dernières chroniques matinales, 1996
- Les maladresses du cœur, 1998
- Courir à sa perte, 2000
- Comme une panthère noire, 2001
- de Si Douces Derives, 2003
- De l’autre côté du pont, 2004
- L’ombre légère, 2006
- Les Rives prochaines, 2007
- Nous étions jeunes encore, 2009
- Un promeneur en novembre, 2011